# 2. tujski padalski polk
2. tujski padalski polk (izvirno francosko 2e Régiment Étranger de Parachutistes; kratica: 2e REP) je padalski polk Francoske tujske legije.
Je del 11. padalske brigade in velja za specialno enoto.

## Organizacija
Trenutno
- Štabno-logistična četa
- Administrativno-podporna četa
- 1. četa (urbano bojevanje)
- 2. četa (gorsko bojevanje)
- 3. četa (amfibicijsko bojevanje)
- 4. četa (ostrostrelstvo in minerstvo)
- Izvidniško-podporna četa
- Vzdrževalna četa
- Rezervna četa

## Poveljniki
| - Stotnik Jean Solnon (1948-1950) - Stotnik Léon Dussert (1950) - Major Rémy Raffalli (1950-1951) - Major René Bloch (1952-1953) - Major Albert Merglen - Major Hubert Liesenfelt (1953-1954) - Stotnik Claudius Vial (1954) - Major Georges Masselot (1954-1955) - Podpolkovnik Devismes (1955-1958) - Major Georges Masselot (February-April 1958) - Polkovnik Jacques Lefort (1958-1960) - Podpolkovnik Darmuzai (1960-1961) - Podpolkovnik Maurice Chenel (1961-1963) - Podpolkovnik Robert Caillaud (1963-1965) - Podpolkovnik Paul Arnaud de Foïard (1965-1967) - Podpolkovnik Jeannou Lacaze (1967-1970) - Podpolkovnik Dupoux (1970-1972) - Podpolkovnik Goupil (1972-1974) | - Podpolkovnik Brette (1974-1976) - Polkovnik Philippe Erulin (1976-1978) - Podpolkovnik Roue (1978-1980) - Polkovnik Michel Guignon (1980-1982) - Podpolkovnik Janvier (1982-1984) - Polkovnik Raymond Germanos (1984-1986) - Polkovnik Wabinski (1986-1988) - Polkovnik Coevoet (1988-1990) - Polkovnik Gausseres (1990-1992) - Polkovnik Poulet (1992-1994) - Polkovnik Bruno Dary (1994-1996) - Polkovnik Benoît Puga (1996-1998) - Podpolkovnik Prevost (1998-2000) - Polkovnik Alain Bouquin (2000-2002) - Polkovnik Emmanuel Maurin (2002-2004) - Polkovnik Paulet (2004-2006) - Polkovnik Brice Houdet (2006-2008) - Polkovnik Eric Bellot des Minières (2008- ) |